# Glauco Cozzi
Glauco Cozzi (Civitavecchia, 1º agosto 1951) è un dirigente sportivo, allenatore di calcio ed ex calciatore italiano, di ruolo difensore.

## Carriera

### Giocatore
Cresciuto nelle giovanili della Lazio, Cozzi ha iniziato la sua carriera facendosi le ossa nelle file dell'Almas Roma e del Civitavecchia.
Dalla stagione 1972.1973 alla stagione 1976-1977 ha militato nel Verona (3 stagioni in A e una in B), giocando come libero (suo ruolo naturale), difensore puro o laterale.
A seguire due stagioni nella Sambenedettese fra i cadetti prima di chiudere la parabola agonistica nel Banco di Roma.
In carriera ha totalizzato complessivamente 41 presenze e 2 reti in Serie A e 23 presenze e 2 reti in Serie B.:

### Allenatore e dirigente
Intraprende l'attività di allenatore guidando le giovanili del Tirreno Montesacro e dell'Urbetevere Roma e proseguendola in diverse società nella categoria dilettanti come Fregene in serie D, Monterotondo Scalo, Anzio, Fiumicino dove conquista la Coppa Italia in Eccellenza Lazio, Monterotondo e Cisco Roma. Nella stagione 1990-1991 allena il Tuscania nel campionato di Promozione Lazio fino alle 13ª giornata. Nel 2001 è nuovamente al Fiumicino.
Nel 2004 gli viene diagnosticato un tumore alla gola che lo costringe a interrompere temporaneamente la carriera di allenatore.
A dicembre del 2011, viene ingaggiato nuovamente dal Fiumicino, nel campionato di Eccellenza Lazio, dove retrocede ai play-out contro il Maccarese. Per la stagione 2013-2014 ha guidato il Play Time Monterotondo, squadra di calcio a 5. Nella stagione successiva siede sulla panchina del F.C. Cadore 1919, dove poi viene esonerato a 8 giornate dalla fine del campionato. Dal 2015 al 2017 siede sulla panchina della squadra Allievi regionale dell'U.S Boreale.
Dal 2017 è il direttore tecnico del A.S.D. Borussia (Roma), dove era stato tra gli anni 80 e 90 del secolo scorso.  Dal 2018 al 2020 guida la juniores del Real Monterotondo Scalo. Dal 2021 dirige la scuola calcio e allena i giovanissimi e gli allievi del Fiano Romano- Dal 2025 è allenatore e dirigente delle giovanili del Capena.